# ジェイムズ・リンジー (第26代クロフォード伯爵)

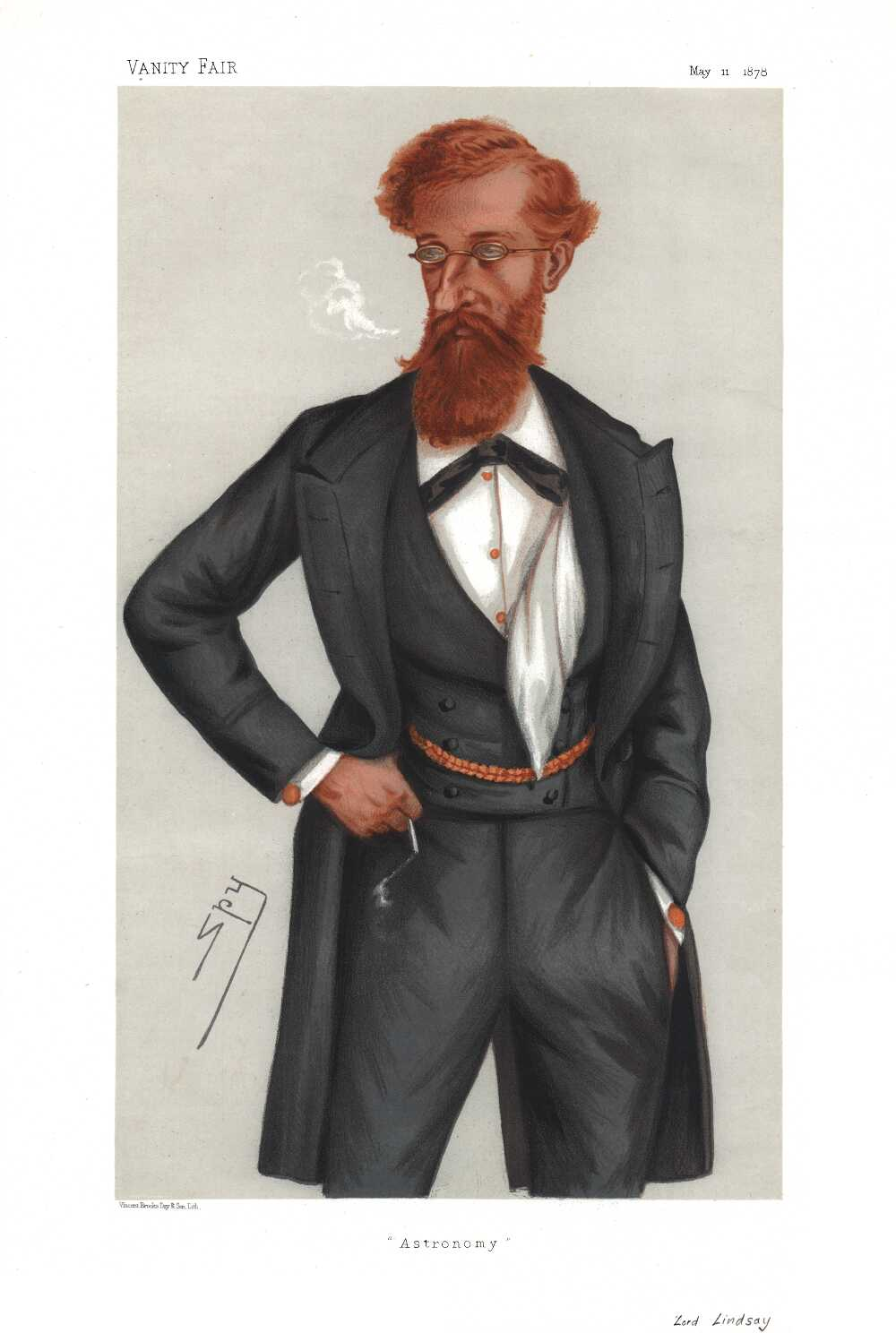
『バニティ・フェア』1878年5月11日号におけるカリカチュア、レスリー・ウォード画。

第26代クロフォード伯爵および第9代バルカレス伯爵ジェイムズ・ルードヴィック・リンジー（英語: James Ludovic Lindsay, 26th Earl of Crawford and 9th Earl of Balcarres KT FRS FSA、1847年7月28日 - 1913年1月31日）は、イギリス・ヴィクトリア朝時代の天文学者である。王立天文学会のメンバーとなり、1878年から王立天文学会の会長を務めた。

## 略歴
第25代クロフォード伯爵および第8代バルカレス伯爵アレグザンダー・リンジーと妻マーガレット（1824年12月31日 – 1909年12月28日、ジェームズ・リンジーの娘）の息子として、1847年7月28日にフランスのサン＝ジェルマン＝アン＝レーで生まれ、同地で洗礼を受けた。1860年から1862年までイートン・カレッジに通った後、1864年12月19日にケンブリッジ大学トリニティ・カレッジに入学した。
若い頃から天文学に興味を持ち、スコットランドのアバディーンシャーの Dunecht に父親とともに私設の天文台を建設した。観測機器を揃える一方、当時最も貴重な天文学文献のコレクションである "Bibliotheca Lindesiana" を造り上げた。
1870年に日食の観測のためにスペインのカディスで観測を行い、1874年に金星の日面通過をモーリシャスで観測を行った。1878年に王立協会フェローに選出され、同年から1880年まで王立天文学会会長を務めた。
政治では保守党に属し、1874年から1880年までウィガン選挙区選出の庶民院議員を務めた。1880年12月13日に父が死去すると、クロフォード伯爵位とバルカレス伯爵位を継承した。1885年4月16日にロンドン考古協会フェローに選出され、同年に大英博物館理事に就任、1888年にカムデン協会会長に就任した。
1888年にエディンバラ王立天文台が閉鎖されようとした時、クロフォード伯は観測設備と "Bibliotheca Lindesiana" を新天文台の建設のために寄付した。これによって1896年にブラックフォードヒルに新しい天文台が設立された。
1891年12月10日にシッスル勲章を受勲した。

## 家族
1869年7月22日、エミリー・フローレンス・ブートル＝ウィルブラハム（Emily Florence Bootle-Wilbraham、1848年4月3日 – 1934年1月15日、エドワード・ブートル＝ウィルブラハム閣下の娘）と結婚した。
- デイヴィッド（1871年10月10日 – 1940年3月8日） - 第27代クロフォード伯爵、第10代バルカレス伯爵[1][2]